# Motra tone
Motra tone (pol. Nasza siostra) – obraz namalowany przez albańskiego malarza Kolë Idromeno. Obraz powstał w 1883 roku i uznawany jest za najważniejsze dzieło twórcy, nazywany jest „albańską Moną Lisą”.
Dzieło znajduje się w zbiorach Narodowej Galerii Sztuki w Tiranie.